# The Natural
The Natural is een Amerikaanse dramafilm uit 1984 onder regie van Barry Levinson. Het scenario is gebaseerd op de gelijknamige roman uit 1952 van de Amerikaanse auteur Bernard Malamud.

## Verhaal
De geheimzinnige slagman Roy Hobbs ontfermt zich over een slechte honkbalploeg. Hij begint nu pas te genieten van zijn beroemdheid als honkbalspeler.

## Rolverdeling
| Acteur             | Personage    |
| ------------------ | ------------ |
| Robert Redford     | Roy Hobbs    |
| Robert Duvall      | Max Mercy    |
| Glenn Close        | Iris Gaines  |
| Kim Basinger       | Memo Paris   |
| Wilford Brimley    | Pop Fisher   |
| Barbara Hershey    | Harriet Bird |
| Robert Prosky      | Judge        |
| Richard Farnsworth | Red Blow     |
| Joe Don Baker      | Whammer      |
| John Finnegan      | Sam Simpson  |
| Alan Fudge         | Ed Hobbs     |
| Paul Sullivan jr.  | Jonge Roy    |
| Richard Hall       | Jonge Iris   |
| Robert Rich III    | Ted Hobbs    |
| Michael Madsen     | Bump Bailey  |